# Ogre Battle
«Ogre Battle» — песня британской рок-группы Queen с их второго студийного альбома Queen II. Написанная вокалистом группы Фредди Меркьюри, песня является самой тяжелой в альбоме.

## Создание
В 1998 году в одном из интервью гитарист группы Брайан Мэй рассказал, как создавалась песня:

Фредди сочинил песню «Ogre Battle», а также музыку для неё с очень тяжелыми гитарными рифами. Странно, что он решил сделать это. Когда Фредди брал в руки гитару, у него наблюдался лихорадочный прилив энергии. Со стороны это выглядело так, будто очень нервное животное играет на гитаре. Фредди был очень нетерпеливым человеком, это отражалось на его игре. Его техника игры на гитаре не была высокой, но вся мелодия была у него в голове. Мы чувствовали, что она рвется выйти наружу. Его правая рука с бешеной скоростью ударяла по струнам. Фредди написал много отличного материала для гитары. Часть из него я даже представить себе не мог. Таким образом, Фредди заставил меня искать способы извлечения необычных звуков на гитаре. Это было по-настоящему восхитительно.
Оригинальный текст (англ.)Freddie also wrote Ogre Battle which is a very heavy metal guitar riff. It's strange that he should have done that. But when Freddie used to pick up a guitar he'd have a great frenetic energy. It was kind of like a very nervy animal playing the guitar. He was a very impatient person and was very impatient with his own technique. He didn't have a great technical ability on the guitar but had it in his head. And you could feel this stuff bursting to get out. His right hand would move incredibly fast. He wrote a lot of good stuff for the guitar. A lot of it was stuff which I would not have thought of, because it would be in weird keys. So he forced me into finding ways of doing things which made unusual sounds. It was really good.

Не исключено, что сюжет песни Фредди Меркьюри черпал из книг Джона Толкина.

## Концертные исполнения
Песня исполнялась группой на концертах с Queen I Tour до тура A Day at the Races Tour. Это одна из немногих песен, исполняемых на концертах группой задолго до их официального релиза на альбомах. Песня исполнялась группой полностью. Однако все же есть отличия между студийной записью и записях с концертов. К примеру, Меркьюри между строчками делал паузы, а некоторые слова вообще не проговаривал. После первого исполнения припева музыканты резко прекращали играть, и только после короткой паузы, сопровождающуюся аплодисментами и ликующими возгласами слушателей, Меркьюри говорил He gives a, и на словах great big cry музыка возобновлялась.
| Оригинальный текст песни | Концертное исполнение |
| --- | --- |
| He gives a great big cry And he can swallow up the ocean With a mighty tongue he catches flies The palm of a hand incredible size One great big eye has a focus in your direction Now the battle is on | He gives a great big cry Swallow up the ocean With a mighty tongue he catches flies Palm of a hand incredible size Great big eye has a focus in your direction Now the battle is on |

## В записи участвовали
- Фредди Меркьюри — вокал
- Брайан Мэй — гитара, бэк-вокал
- Джон Дикон — бас-гитара
- Роджер Тейлор — ударные, гонг, бэк-вокал